# San Basilio (Italia)
San Basilio (Santu 'Asili 'e Monti in sardo) è un comune italiano di 1 080 abitanti della città metropolitana di Cagliari.

## Storia
La cima più alta viene chiamata "Pitz' 'e Pranu". A "Pitz' 'e Pranu" è presente un vastissimo parco pineta nel quale vi è la chiesetta dedicata a Santa Barbara. La leggenda vuole che il nome del paese venne dato dai monaci bizantini, seguaci di San Basilio Magno, arcivescovo di Cesarea, i quali riutilizzando le terme romane, costruirono un monastero.
Nel territorio sono presenti numerosissime fonti. San Basilio è stato un centro importante anche nel periodo nuragico, nelle campagne che circondano il paese vi sono resti di antiche città, come l'abitato romano di “Pranu Gennas (loc.)”. Vi sono, nel territorio circostante il paese, numerosi pozzi sacri, nel quale vi è presente anche dell'acqua. Il nuraghe più importante è Sa domu 'e s'Orcu, chiamato così, probabilmente, per la sua maestosità.
Nel medioevo veniva riconosciuto con “Sanctu Basili de Montis”, toponimo che, in lingua sarda è rimasto invariato. Il paese, in epoca giudicale, appartenne alla “Curatoria della Trexenta”, nel Giudicato di Cagliari. Alla caduta del giudicato (1258) passò sotto il dominio pisano e successivamente, intorno al 1324, sotto quello aragonese. In epoca aragonese fu incorporato nella contea di Villasor, feudo degli Alagon. Trasformata la contea in marchesato, il paese entrò a far parte di quest'ultimo, feudo degli stessi Alagon. Il paese fu riscattato ai Da Silva Alagon, ultimi feudatari, nel 1839 con la soppressione del sistema feudale.
Alla fine del XVI secolo inizia la costruzione della parrocchia di San Pietro Apostolo che termina all'inizio del XVIII secolo.
Nel maggio 1928 al comune di San Basilio venne accorpato il comune di Goni che viene però ricostituito nel 1945.
Nel 2016, con legge regionale n. 2, passa dalla provincia di Cagliari alla provincia del Sud Sardegna.

### Simboli
Lo stemma e il gonfalone del comune di San Basilio sono stati concessi con decreto del presidente della Repubblica del 28 luglio 2016.
Il gonfalone è un drappo partito di giallo e di verde.

## Monumenti e luoghi d'interesse
- Nel centro cittadino si trova "Sa Ruxi de Ferru" ossia la Croce di ferro, uno dei simboli più significativi del Comune.
- Il Nuraghe a torre semplice con interno a tholos: Perdu Molas o Sa Domu 'e S'Orcu.
- Due pozzi sacri nuragici.
- La Tomba dei giganti di Minza Piseddu.
- Il Complesso Termale Romano.

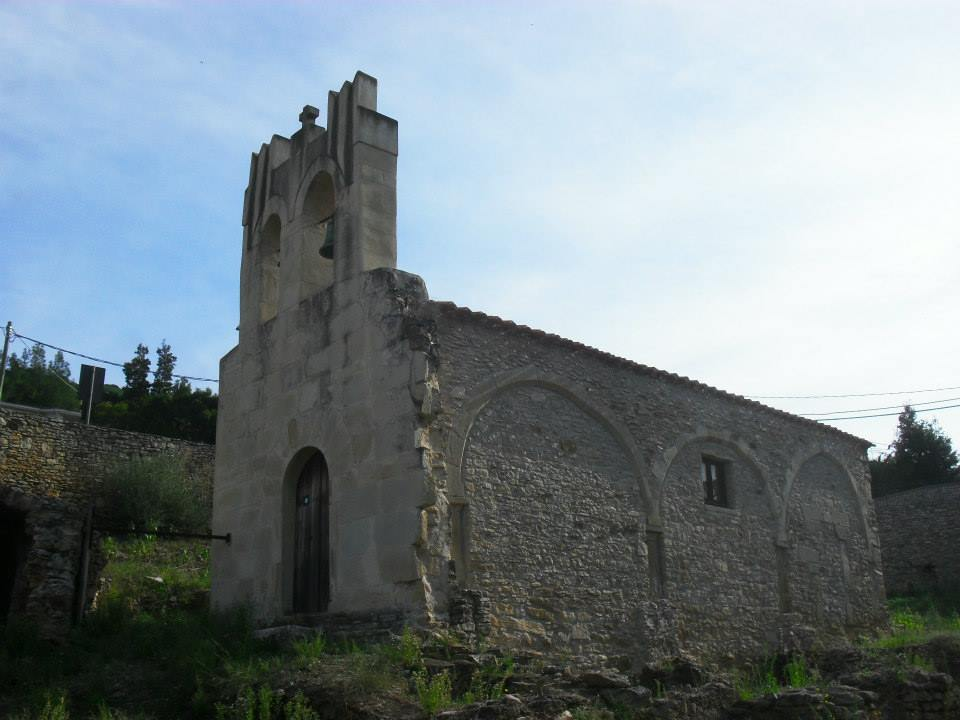
Chiesa di San Basilio

Le costruzioni artistiche più importanti del paese sono: la parrocchia, dedicata a San Pietro apostolo, la chiesetta di San Basilio, circondata da un complesso termale (in passato vi era anche presente un monastero). Altre costruzioni e monumenti importanti di San Basilio sono l'ex municipio e il monumento dedicato ai caduti in guerra.

### Architetture religiose
- Parrocchia San Pietro Apostolo:La parrocchia, costruita tra il 1590 e il 1700 è dedicata a san Pietro Apostolo. Le notizie al riguardo sono scarse a causa di un incendio che ha distrutto gli archivi parrocchiali.
- Chiesetta di San Basilio: situato all'interno del complesso termale, questa chiesa in passato ha svolto anche il ruolo di parrocchia e di Cimitero.
- Chiesetta San Sebastiano Martire:La chiesetta dedicata a san Sebastiano Martire venne edificata in seguito ad una pestilenza, come atto votivo, intorno al XII secolo.
- Chiesetta Santa Barbara:Da non dimenticare la chiesetta dedicata a santa Barbara costruita nel 1973 nel parco pineta. Questa ha un'unica navata. Santa Barbara, patrona dei minatori, si festeggia il 2 giugno con processione solenne nel parco pineta.

### Siti archeologici
Nel Comune, vi sono ben due Templi Nuragici a Pozzo, la cui datazione è presumibilmente compresa tra la metà del Bronzo (1200 a.C. circa) e l'Età del Ferro (inizio del primo millennio a.C.).
- Il Pozzo sacro di Bau Crabas I. Si presenta quasi interamente interrato,
- Il Pozzo sacro di Bau Crabas II, distante circa 115 m dal primo. In buono stato di conservazione, l’ingresso ha una scalinata semi sepolta dalla vegetazione. La vicinanza di questi due Pozzi Sacri, porta a credere che in loco vi fosse un importante centro del culto dedicato alle acque.
- La Tomba dei giganti di Minza Piseddu.
- I resti del Nuraghe di Pitzu Pranu, sito nella pineta comunale di Sa Pala o Pitzu Pranu.
- I resti del Nuraghe a torre semplice con interno a tholos: Perdu Molas o Sa Domu 'e S'Orcu il più importante presente nel territorio.
- Complesso Termale Romano di San Basilio. Le terme ai tempi avevano un ruolo centrale nella vita quotidiana romana anche in un piccolo centro come questo. L'edificazione di queste, si colloca non prima del II secolo d.C..

La struttura nacque come piccola terma, questa era formata dal frigidarium, tepidarium, calidarium e laconicum. Il complesso è formato da una camera centrale absidata, lunga otto metri e larga tre, con ingresso volto a sud, suddivisa a sua volta in tre vani. Il secondo ambiente è simile ad una casetta rettangolare con due ingressi, a sud e ad ovest, con gran parte del tetto crollato, in questo si può ancora notare un piccolo affresco raffigurante un cielo stellato. Il terzo ambiente, invece, conserva ancora il tetto, l'ingresso è volto ad ovest. Le Terme Romane sono state poi, utilizzate dai monaci bizantini come basi per edificare il loro monastero e vennero riscoperte solamente ad inizio del terzo millennio.

### Aree naturali
- La pineta comunale di Sa Pala o Pitzu Pranu

## Società

### Evoluzione demografica
Abitanti censiti

### Lingue e dialetti
La variante di sardo parlata a San Basilio è il campidanese occidentale.

## Cultura

### Ricerca

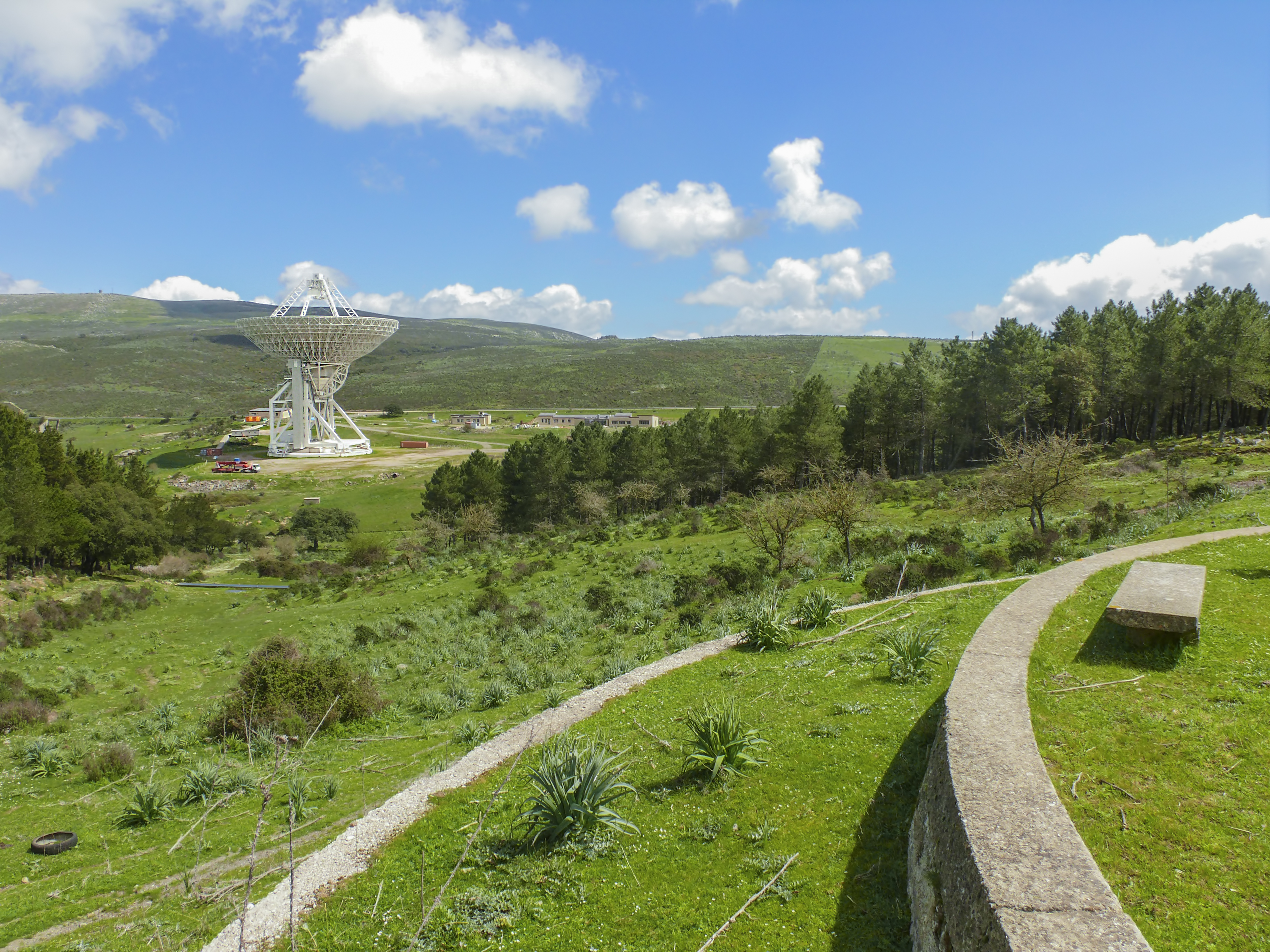
Sardinia Radio Telescope

All'interno del territorio comunale di San Basilio si trova il Sardinia Radio Telescope (inaugurato nel 2013), uno dei radiotelescopi più importanti in Italia. È gestito dall'Istituto nazionale di astrofisica, tramite l'Osservatorio astronomico di Cagliari, l'Istituto di Radioastronomia di Bologna e l'Osservatorio astrofisico di Arcetri.

### Eventi
Le manifestazioni più importanti del paese riguardano il 2 gennaio. Il 2 gennaio di ogni anno si celebra la festa di San Basilio. Intorno al 16 gennaio le feste di Sant'Antonio Abate e San Sebastiano, accompagnate da funzioni liturgiche e grande festa con falò, chiamato localmente su foghidoni. Ai primi di febbraio, solitamente la prima settimana, si realizza Sa cursa de sa pudda, una sorta di competizione tra cavalieri, molto simile alla sartiglia di Oristano solo, che al posto di "acchiappare la stella", si acchiappa una gallina in legno. Vengono celelebrati anche Santa Greca e Sant'Isidoro. La prima domenica di giugno, la festa di Santa Barbara, il 14, invece, quella estiva di San Basilio e, alla fine del mese San Pietro apostolo. Importante è anche la sagra della pecora, questa viene festeggiata in onore di San Giovanni Battista, protettore dei pastori.

## Economia
Nel paese è presente un fiorente artigianato, tra queste attività: la lavorazione del legno, la tessitura artistica al telaio sardo, al lavorazione del formaggio e della ricotta. Infatti, nel piccolo borgo si produce ancora il formaggio con metodi tradizionali, questo è legato alla pastorizia, importante settore dell'economia del paese. Carni ovine, caprine, dolci, pane e il rinomato torrone di mandorle sono prodotti tipici di San Basilio.

## Amministrazione
| Periodo         | Periodo         | Primo cittadino  | Partito                              | Carica  | Note   |
| --------------- | --------------- | ---------------- | ------------------------------------ | ------- | ------ |
| 23 aprile 1995  | 16 aprile 2000  | Giuseppe Cogodi  | sinistra                             | Sindaco | [ 10 ] |
| 16 aprile 2000  | 8 maggio 2005   | Aldo Fadda       | lista civica                         | Sindaco | [ 11 ] |
| 8 maggio 2005   | 30 maggio 2010  | Giuseppe Cocodi  | lista civica                         | Sindaco | [ 12 ] |
| 30 maggio 2010  | 31 maggio 2015  | Maria Rita Rosas | lista civica "Lavoro e Progresso"    | Sindaco | [ 13 ] |
| 31 maggio 2015  | 26 ottobre 2020 | Albino Porru     | lista civica "Uniti per San Basilio" | Sindaco | [ 14 ] |
| 26 ottobre 2020 | in carica       | Albino Porru     | lista civica "Uniti per San Basilio" | Sindaco | [ 15 ] |